# Пер Берґман
Пер Берґман (швед. Per Bergman, 15 травня 1886 — 18 жовтня 1950) — шведський яхтсмен.
Срібний призер Олімпійських Ігор 1912 року в класі 12 метрів.